# Irina Petrescu
Irina Petrescu (n. 19 iunie 1941, București – d. 19 martie 2013, București) a fost o actriță română de film, radio, teatru, televiziune și voce.

## Biografie
Carmen Irina Petrescu s-a născut la 19 iunie 1941 în București ca fiică a unui medic și a unei surori medicale.
A fost descoperită de regizorul român Savel Stiopul în 1957, care a văzut-o într-o seară la restaurantul Continental, unde venise împreună cu părinții săi. Dă probe pentru filmul „Pasiunea prietenilor mei” și, deși filmul nu se mai face, probele rămân în arhivă. Intră la Facultatea de Filologie. În 1958, Liviu Ciulei vede probele și o distribuie în filmul „Valurile Dunării”, film premiat ulterior la Karlovy Vary. Un an mai târziu se înscrie la Institutul de Artă teatrală și cinematografică și continuă să joace în filme. Irina Petrescu a fost absolventă a Institutului de Artă Teatrală și Cinematografică "Ion Luca Caragiale" București, promoția 1963, clasa profesorilor Ion Șahighian și David Esrig.
În timpul studenției, în 1960, a debutat cu succes în filmul Valurile Dunării în regia lui Liviu Ciulei.
Debut în teatru în Ifigenia la Aulis  de Euripide (1962-1963). Din 1964 a fost angajată la Teatrul Național „Ion Luca Caragiale” din București, iar între 1970 și 1980 la Teatrul Bulandra.
I-a avut ca parteneri de scenă („parteneri ideali”) pe: Clody Bertola, Petre Gheorghiu, Ileana Predescu, Gina Patrichi, Mariana Mihuț. Pentru Irina Petrescu
„A construi o 
situație pe scenă, a construi o relație mi se pare mie adevărata muncă actoricească. (...) Pentru mine, adevărul scenic se naște numai în relație. . Am avut marea șansă de a juca în Teatrul Bulandra cu parteneri ideali: Clody Bertola, Petre Gheorghiu, Ileana Predescu, Gina Patrichi, Mariana Mihuț… Actori care nu numai în repetiții, dar și în spectacole îmbogățesc relația, o păstrează mereu vie. Ca într-un joc de ping-pong, în care fiecare lovitură lansată este primită și întoarsă.”—Irina Petrescu, interviu
Irina Petrescu s-a luptat 30 de ani cu boala care a omorât-o. Avea cancer de sân.
A decedat într-o zi de marți, 19 martie 2013 la Spitalul Elias. A fost înmormântată în Cimitirul „Reînvierea” din Colentina.

## Distincții și premii
Irina Petrescu a primit numeroase distincții și premii.
- Medalia „Meritul Cultural” clasa I (26 septembrie 1966) „pentru merite deosebite în activitatea literară, artistică și de răspîndire a culturii naționale, cu prilejul Centenarului Academiei Republicii Socialiste România”[13]
- Premiul pentru interpretare feminină la Festivalul Internațional al Filmului de la Moscova (1969) pentru rolu Anei Patriciu din filmul Răutăciosul adolescent, în regia lui Gheorghe Vitanidis[14]
- Premiul de interpretare al Asociației cineaștilor (1971) pentru rolul Eva Filipache din filmul Facerea lumii, în regia lui Gheorghe Vitanidis[14]
- Ordinul național „Steaua României” în grad de Ofițer, „pentru realizări artistice remarcabile și pentru promovarea culturii, de Ziua Națională a României”[15] - 1 decembrie 2000
- Premiul Uniunii Teatrale din România (UNITER) pentru întreaga activitate - 2003
- Premiul Festivalului Internațional de Film Transilvania (TIFF), pentru întreaga carieră - 2007.[16]
- Premiul Aristizza Romanescu în domeniul artelor spectacolului, acordat de Academia Română pentru „creația teatrală și cinematografică” - decembrie 2011

## Roluri în teatru (selectiv)
Roluri în teatru:
- Lena - Leonce și Lena de Georg Büchner, regia Liviu Ciulei, Teatrul Bulandra București, 1970
- Elena - Anunțul la mica publicitate de Natalia Ginzburg, regia Sanda Manu, Teatrul Bulandra București
- A douăsprezecea noapte de William Shakespeare, regia Liviu Ciulei, Teatrul Bulandra București, 1973
- Cecil - Elisabeta l de Paul Foster, regia Liviu Ciulei, Teatrul Bulandra București, 1974
- Jennifer - Ferma de David Storey, regia Sanda Manu, Teatrul Bulandra București, 1975
- Beatrice - Mult zgomot pentru nimic de William Shakespeare, regia Cornel Popa, 1975
- Cecilia - Casa cea nouă de Carlo Goldoni, regia Valeriu Moisescu, Teatrul Bulandra București, 1978
- Cristina - Judecată în noapte de Buero Vallejo, regia Tudor Mărăscu, Teatrul Bulandra București, 1981
- Ines - Cu ușile închise de Jean Paul Sartre, regia Mihai Măniuțiu, Teatrul Bulandra București, 1982
- Ea - O, ce zile frumoase! de Samuel Beckett, regia Mihai Măniuțiu, Teatrul Bulandra București, 1985
- Margot - Dimineața pierdută de Gabriela Adameșteanu, regia Cătălina Buzoianu, Teatrul Bulandra București, 1986
- Vișa - Io, Mircea Voevod de Dan Tărăchilă, regia Alexandru Tocilescu, Teatrul Bulandra București, 1986
- Milordino - Uriașii munților de Luigi Pirandello, regia Cătălina Buzoianu, Teatrul Bulandra București, 1987
- Celimene - Mizantropul de Moliere, regia Valeriu Moisescu, Teatrul Bulandra București, 1989
- Beatrice - Teatrul comic de Carlo Goldoni, regia Silviu Purcărete, Teatrul Bulandra București, 1992
- Caesonia - Caligula de Albert Camus, regia Mihai Măniuțiu, Teatrul Bulandra București, 1996
- Doamna Diderot - Libertinul de Eric-Emmanuel Schmitt, regia Alexandru Tocilescu, Teatrul Bulandra București, 1998
- Regina mamă - Thomas Becket de Jean Anouilh, regia Adrian Pintea, Teatrul Bulandra București, 1999
- Actrița principală - Hamlet de William Shakespeare, regia Liviu Ciulei, Teatrul Bulandra București, 2000
- Maria Vasilievna Voinițkaia - Unchiul Vanea de A. P. Cehov, regia Yuriy Kordonskiy, Teatrul Bulandra București, 2001
- Maria Mihailovna - Oblomov după Ivan Goncearov, regia Alexandru Tocilescu, Teatrul Bulandra București 2003
- Arina Panteleimonovna - Căsătoria de Gogol, regia Yuriy Kordonskiy, Teatrul Bulandra București 2003
- Nell - Sfârșit de partidă de Samuel Beckett, regia Alexandru Tocilescu, Teatrul Metropolis 2009
- Josephine - Nebuna din Chaillot de Jean Giraudoux, regia Alice Barb, Teatrul Metropolis 2010[17]

## Filmografie
A jucat în filmele:
- Valurile Dunării (1960)
- Nu vreau să mă însor (1961)
- Poveste sentimentală (1961)
- Pași spre lună (1964)
- Străinul (1964)
- De-aș fi... Harap Alb (1965)
- Duminică la ora 6 (1966)
- Povestea prostiei mele (Butaságom története) (1966)
- Diminețile unui băiat cuminte (1967)
- Șeful sectorului suflete (1967)
- Răutăciosul adolescent (1969)
- Facerea lumii (1971)
- 7 zile (1973)
- Stejar – extremă urgență (1974)
- Concert din muzică de Bach (film TV, 1975)
- Dincolo de pod (1976)
- Prin cenușa imperiului (1976)
- Trei zile și trei nopți (1976)
- Acțiunea „Autobuzul” (1978)
- Iancu Jianu zapciul (1981)
- Castelul din Carpați (1981)
- Singur de cart (1983)
- Imposibila iubire (1984)
- O lumină la etajul zece (1984)
- Al patrulea gard, lângă debarcader (1984)
- Cîntec în zori (1988)
- Cei care plătesc cu viața (1989)
- Momentul adevărului (1989)
- Hotel de lux (1992)
- Domnișoara Christina (film TV, 1992)
- Cu un pas înainte (2008)
- Aniela (2009)
- Misiunea directorului de resurse umane (2010)